# Planície de Dalbo
A planície de Dalbo (em sueco: Dalboslätten) fica localizada no sudeste da província histórica da Dalsland, na Suécia. Entre a montanha de Kroppefjäll a oeste e o lago Vänern a leste. Situada a 50-70 m acima do nível do mar, esta enorme planície é constituída principalmente por terras agrícolas - com solos ricos em areia e argila - onde se cultiva aveia, legumes e batatas e se criam vacas e porcos.